# Orinoco
El riu Orinoco és un riu de Veneçuela, un dels més llargs d'Amèrica, amb 2.140 km. És el tercer riu més cabalós del món després de l'Amazones i del Congo, amb un cabal de mitjana d'uns 33.000 m³/s. El nom del riu és d'origen otomaco, que l'anomenaven Orinocu.
Segons Alejo Carpentier, "l'Orinoco és una materialització del temps en les tres categories agustinianes, temps passat (el temps del record), temps present (temps de la intuïció) i el temps futur (temps de l'espera)".

## Geografia

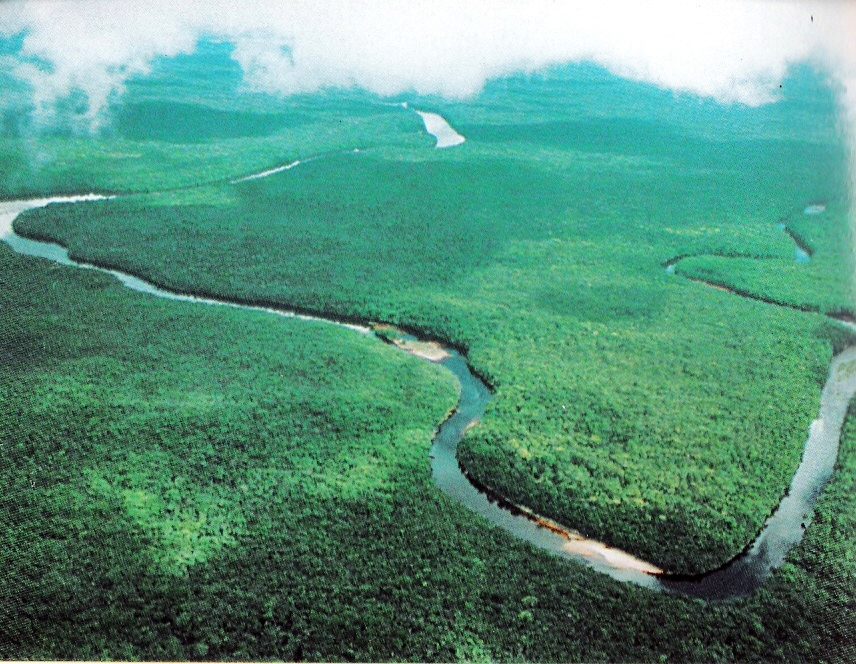
Vista del Parc Nacional Mariusa

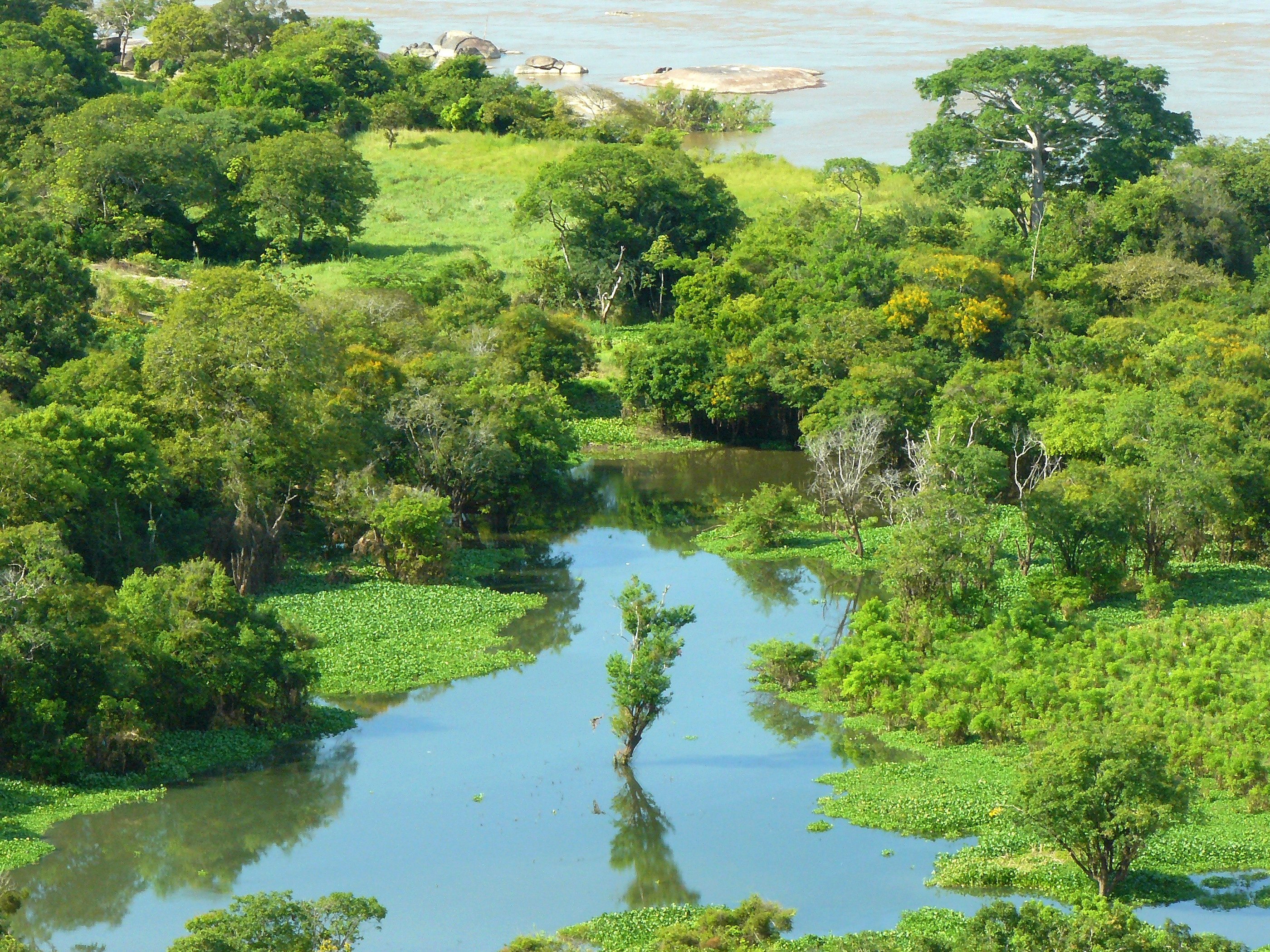
Un caño del riu Orinoco, Estat de l'Amazones

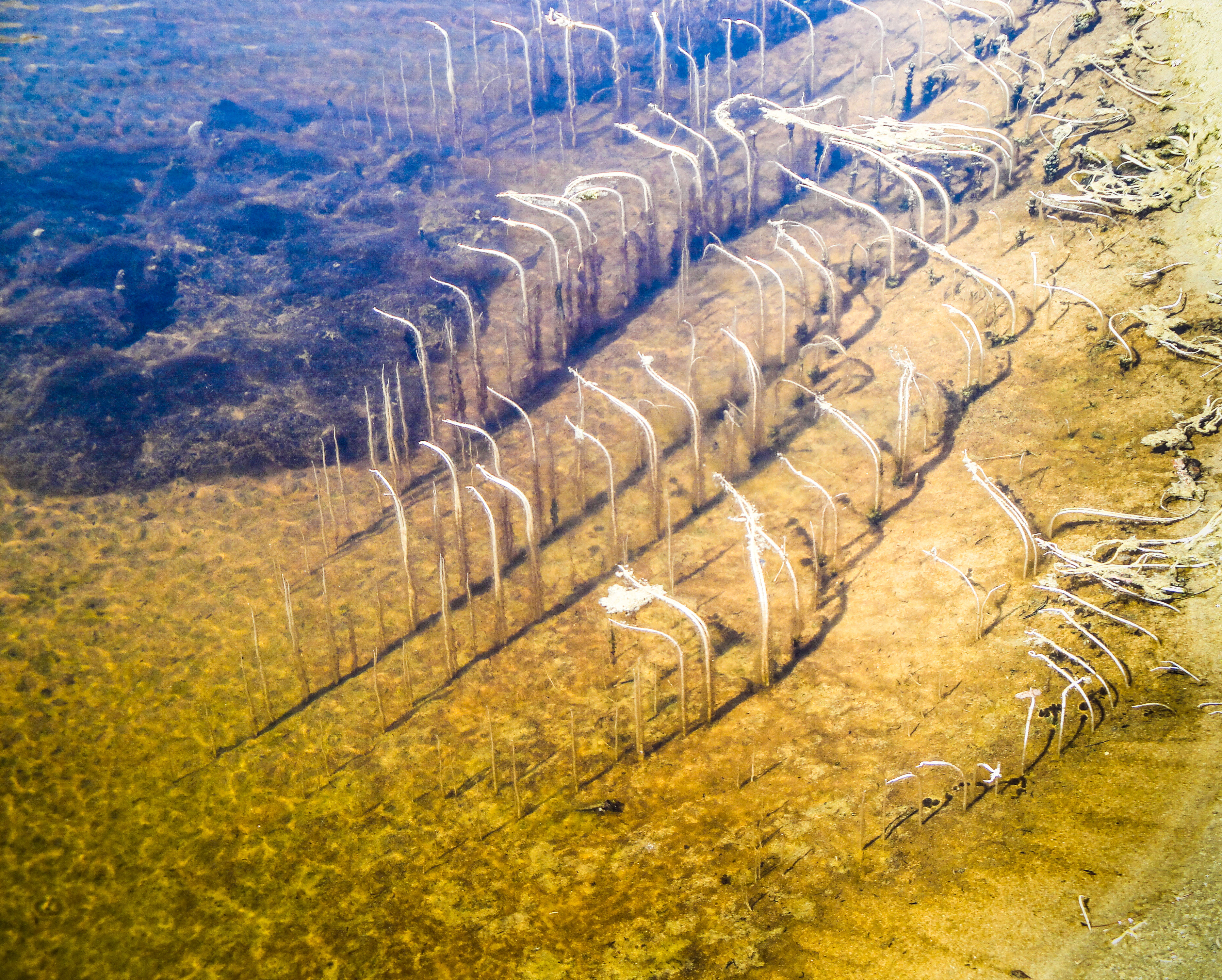
El riu Orinoco entre Caicara i Cabruta

El riu Orinoco neix al turó Delgado Chalbaud, a la serra de Parima, ubicada al sud de l'estat Amazones, a Veneçuela. La conca de l'Orinoco té una superfície de gairebé 989.000 km², dels quals 643.480 km², és a dir, una mica més del 65%, queden en territori veneçolà, mentre que el 35% restant queda en territori colombià.
El seu curs dibuixa un gran arc, primer cap al nord-oest, i després cap a l'oest, fins a la triple confluència amb els rius Guaviare i Atabapo, i després cap al nord al llarg de la frontera veneçolana amb Colòmbia, fins a la confluència amb el riu Meta. A partir de la confluència amb l'Apure, pren la direcció est nord-est cap a l'oceà Atlàntic, recorrent un total de 2.140 km (l'Orinoco-Guaviare tindria més de 2.800 km de longitud). La desembocadura forma un immens delta ramificat en centenars de ramals, denominats caños, que cobreixen 41.000 km² de selva humida. La majoria dels rius de Veneçuela són afluents de l'Orinoco; el més cabalós és el riu Caroní.
L'Orinoco és navegable pràcticament en tota la seva extensió, permetent el trànsit de vaixells oceànics fins a Ciutat Bolívar, on es troba el pont d'Angostura, a 435 km de la desembocadura.
El riu Casiquiare forma un canal natural entre l'Orinoco i l'Amazones. S'inicia com un braç de l'Orinoco, però acaba desembocant en el riu Negro, que és afluent de l'Amazones.
La regió de planures pluvials al nord de l'Orinoco, l'altitud de la qual no supera els 100 msnm, s'inunda en l'època de pluges, deixant la resta de l'any terrenys la vegetació dels quals són pastures intertropicals de sabana.
El riu Guaviare és un dels principals afluents de l'Orinoco, i el més austral. Si el naixement del Guaviare s'agafés com el naixement del riu Orinoco, la longitud total d'aquest seria de 2.800 km.

### Principals rius de la conca de l'Orinoco
- Apure: des de Veneçuela per l'est fins a l’Orinoco

- Arauca: de Colòmbia a Veneçuela a l'est cap a l'Orinoco

- Atabapo: des de les terres altes de la Guaiana de Veneçuela cap al nord fins a l'Orinoco

- Caroní: des de les terres altes de la Guaiana de Veneçuela cap al nord fins a l'Orinoco

- Canal Casiquiare: al sud de Veneçuela, un distributari de l'Orinoco que flueix cap a l'oest fins al riu Negro, un important afluent de l'Amazones

- Caura: des de l'est de Veneçuela cap al nord fins a l'Orinoco

- Guaviare: de Colòmbia a l'est cap a l'Orinoco

- Inírida: des de Colòmbia al sud-est fins al Guaviare

- Meta: des de Colòmbia, frontera amb Veneçuela cap a l'est cap a l'Orinoco

- Ventuari: des de l'est de Veneçuela (les terres altes de la Guaiana) al sud-oest fins a l'Orinoco

- Vichada: de Colòmbia a l'est cap a l'Orinoco

## Situació geogràfica
El riu Orinoco neix a l'estat Amazones, i a partir de la confluència del riu Guaviare forma frontera amb Colòmbia fins a la confluència amb el riu Meta, a partir de la qual separa els estats d'Apure, Guárico, Anzoátegui i Monagas a l'esquerra, de l'estat Bolívar a la dreta. Quan comença el delta, s'obre formant l'estat Delta Amacuro, ubicat entre Monagas a l'esquerra del caño Manamo i, pel costat dret, l'estat Bolívar i la Guaiana Essequiba (Guyana), encara que aquest últim sector només podríem considerar-lo vàlid si considerem el riu Amacuro (que és el que forma frontera) com un afluent de l'Orinoco.

## Delta de l'Orinoco
El delta de l'Orinoco, format a la desembocadura del riu, és un dels més grans del món. La seva extensió va fer pensar als primers exploradors espanyols que es tractava d'un mar. Es troba a l'estat Delta Amacuro, a l'est de Veneçuela. Es considera un lloc de gran riquesa paisatgística per la gran varietat de flora i fauna que hi podem trobar. Inspirant-se en el pensament d'Heròdot, l'habitant del delta Domingo Ordaz diu que és un "regal de l'Orinoco", referint-se al conjunt d'illes i caños situats a la zona propera a la desembocadura. Considerar el delta com un regal de l'Orinoco no sols serveix de manera metafòrica, sinó que es reflecteix en la realitat, ja que la majoria de les illes que el conformen són producte de la constant acumulació de materials que l'Orinoco ha arrossegat al llarg de la seva existència mil·lenària, amb l'aportació dels seus afluents i en la mesura que el mar va anar retirant-se de la base de la serralada Imataca, fins on havia penetrat, formant un immens golf amb una boa aproximada de 350 km. No totes les seves illes són producte de l'acumulació de sediments, sinó que també van ser formades per l'acumulació de fang provinent d'erupcions de volcans de fang, com és el cas del turó Cedral situat a Capure i a l'illa de Cotorra i de Plata, situades al nord de Pedernales. La formació del delta es remunta en el temps a l'era del Cenozoic; milers d'anys abans, constituïa un espai geogràfic cobert pel mar, però per l'acció dels corrents marins es van retirar les aigües del mar i produïren el delta. El clima es caracteritza per presentar una temperatura mitjana de 26,7 °C, la màxima mitjana és de 32,3 °C i la mínima mitjana és de 23 °C. La pluviositat arriba des de 900 fins a 2.500 mm, entre mínimes i màximes, respectivament. Els vents alisis del nord-est i sud-est, en entrar en contacte amb les terres del delta, produeixen el vent est-oest que avança per la llera del riu Orinoco. Durant la crescuda, s'observa la presència de l'anomenat vent barinés, el qual es desplaça seguint la mateixa direcció que l'Orinoco. En l'època de menor precipitació pluvial, actuen a la zona els vent anomenats nords. A causa de la influència de les marees que es produeixen a l'Atlàntic, puja i baixa el cabal d'aigües del riu Orinoco i dels caños del delta. L'acció mitjançant la qual la marea entra i canvia la direcció del riu i de la seva xarxa de caños s'anomena flux i la sortida o baixada de l'aigua que permet que el corrent del riu i dels caños torni a ser normal a la seva direcció es denomina reflux. Quan el flux arriba al nivell màxim, fa possible que l'aigua salada es desplaci cap a l'interior del delta pels seus caños, els quals es desborden i neguen les terres adjacents facilitant la formació de grans manglars, situats en les àrees properes a la costa atlàntica. Les marees constitueixen un valuós recurs per a la navegació per l'Orinoco i els seus caños en l'època en què no existien motors. També s'utilitza per a capturar peixos en artèries fluvials de poca longitud i d'escàs cabal; per això, tapen les boques d'aquestes i, en baixar la marea, es facilita la pesca. Té una important funció de neteja durant el reflux, on les cases es troben construïdes sobre pilons de fusta, en les ramaderies aborígens i centres de poblats que estan situats en les zones dels caños.
El delta és citat en el títol original de la novel·la Robinson Crusoe (Daniel Defoe, 1719), tal com apareix en la portada de la seva primera edició: La vida i increïbles aventures de Robinson Crusoe, de York, mariner, que va viure vint-i-vuit anys completament sol en una illa deshabitada a les costes d'Amèrica, proper de la desembocadura del gran riu Orinoco; havent estat arrossegat a la costa després d'un naufragi, en el qual van morir tots els mariners excepte ell. Amb una explicació de com, al final, va ser insòlitament alliberat per pirates. Escrit per ell mateix."

## Fauna
L'Orinoco és l'hàbitat de gran quantitat d'espècies. L'estat actual de coneixement de la seva flora i fauna (insectes, peixos, amfibis, rèptils, aus i mamífers). Les espècies més destacades són classificades en:
- Mamífers, dofí de l'Amazones o dofí rosat (Inia geoffrensis), jaguar (Panthera onca), capibara (Hydrochoerus hydrochaeris), os formiguer (Myrmecophaga tridactyla), llúdries (Lutrinae).
- Rèptils, cocodril de l'Orinoco (Crocodylus intermedius), anaconda ('Eunectes), iguana verda (Iguana iguana), tèids (Teiidae), caiman comú (Caiman crocodilus )
- Amfibis, la tortuga rogenca (Chelonoidis carbonaria), tortuga terrestre de potes grogues (Chelonoidis denticulata), Podocnemis erythrocephala, granotes i gripaus entre d'altres
- Peixos, Pygocentrus cariba, Myleus schomburgkii, Colossoma macropomum, Brachyplatystoma rousseauxii.

Aquesta regió per les explotacions petrolieres i el cultiu de la palma africana ha causat grans sequeres, de les quals es destaca al Departament de Casanare de la República de Colòmbia l'any 2014.

## Història

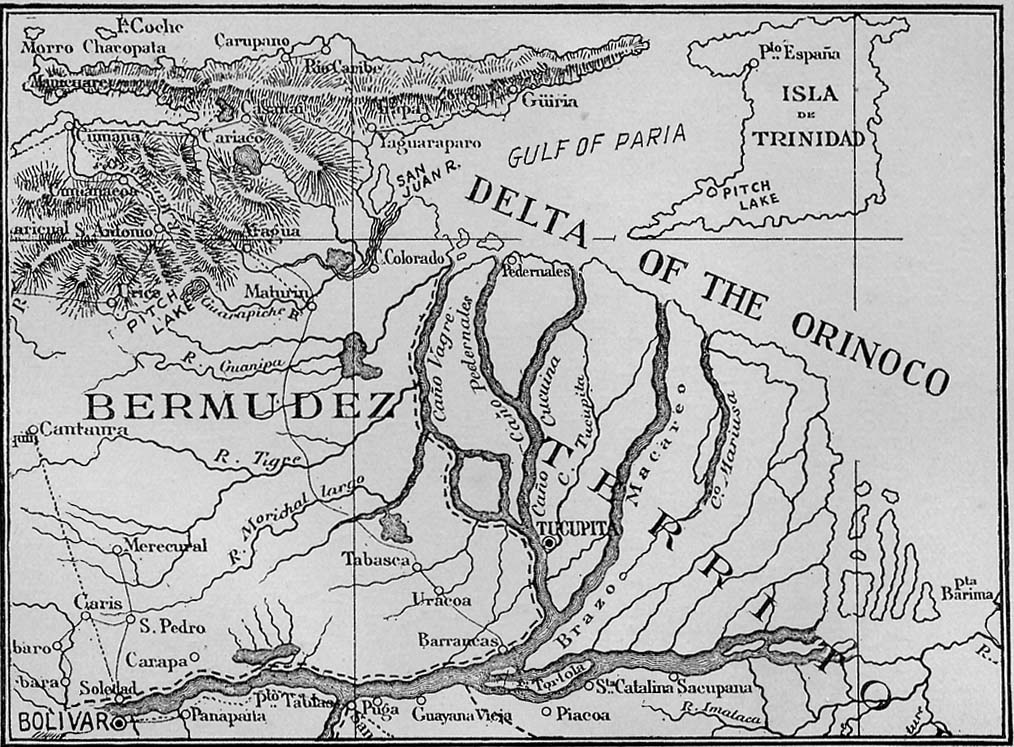
Mapa del Baix Orinoco (1897)

Tot i que la desembocadura de l'Orinoco a l'oceà Atlàntic va ser documentada per Cristòfor Colom l'1 d'agost de 1498, durant el seu tercer viatge, el seu naixement al cerro Delgado Chalbaud, només va ser explorat per primera vegada pels no indígenes el 1951, 453 anys més tard. La font, localitzada a la frontera entre Veneçuela i el Brasil, a 1.047 m d'altitud (02 ° 19,05 "N 63 ° 21'42" O), va ser explorada el 1951 per una expedició conjunta franco-veneçolana.
L'explorador espanyol Diego de Ordás va ser el primer europeu a recórrer l'Orinoco, entre juny i agost de 1531, des del seu delta fins a la confluència amb el Meta.
El delta de l'Orinoco i els seus afluents a la regió dels Llanos, com l'Apuri i el Meta, van ser explorats al segle XVI per expedicions alemanyes dirigides per Ambrosio Alfinger i els seus successors. L'any 1531, Diego de Ordás, partint del corrent principal al delta, la Boca de Navíos, va remuntar el riu fins a la seva confluència amb el Meta. L'any 1584 Antonio de Berrío va navegar aigües avall pel Casanare fins a arribar al Meta, que també va baixar fins a arribar després a l'Orinoco, tornant a Santa Ana de Coro.
Alexander von Humboldt va explorar la conca l'any 1800, informant sobre els dofins rosats de riu, i publicant extensament sobre la seva flora i fauna.